# Paweł Majewski (wiceminister)
Paweł Bolesław Majewski (ur. 30 grudnia 1987 w Tychach) – polski dziennikarz i urzędnik państwowy. W latach 2015–2016 podsekretarz stanu w Kancelarii Prezesa Rady Ministrów, w latach 2016–2018 podsekretarz stanu w Ministerstwie Cyfryzacji, w latach 2018–2019 sekretarz stanu w Ministerstwie Spraw Wewnętrznych i Administracji.

## Życiorys
Absolwent teologii, magisterium uzyskał na Uniwersytecie Kardynała Stefana Wyszyńskiego w Warszawie. Ukończył też studia podyplomowe w Kolegium Zarządzania i Finansów Szkoły Głównej Handlowej oraz studia podyplomowe Executive MBA w Polskiej Akademii Nauk.
Od 2008 był zawodowo związany z dziennikiem „Rzeczpospolita”. Był redaktorem i wydawcą serwisu internetowego tej gazety, a w 2013 został dziennikarzem w dziale krajowym.
Z redakcji odszedł w grudniu 2015 w związku z powołaniem przez premier Beatę Szydło na podsekretarza stanu w KPRM i jednocześnie pełnomocnika rządu do spraw przygotowania Światowych Dni Młodzieży Kraków 2016. W październiku 2016 przeszedł na stanowisko podsekretarza stanu w Ministerstwie Cyfryzacji. W styczniu 2018 został sekretarzem stanu w Ministerstwie Spraw Wewnętrznych i Administracji odpowiedzialnym za teleinformatykę i dokumenty tożsamości. Odwołany ze stanowiska w czerwcu 2019.
W lipcu tegoż roku powołany do zarządu spółki akcyjnej Inowrocławskie Kopalnie Soli „Solino”, a w styczniu 2020 został p.o. prezesa zarządu i następnie prezesem zarządu tej spółki. Zakończył pracę w tym przedsiębiorstwie w styczniu 2021, obejmując w tym samym miesiącu funkcję członka zarządu Orlen Upstream (którą pełnił do 2023).